# Kader Bidimbou
Kader Bidimbou là một cầu thủ bóng đá người Congo, thi đấu ở vị trí tiền đạo cho CSMD Diables Noirs.
Bidimbou ký hợp đồng vào ngày 13 tháng 12 năm 2017.

## Sự nghiệp quốc tế
Vào tháng 1 năm 2014, huấn luyện viên Claude Leroy, triệu tập anh vào đội hình Congo tham dự Giải vô địch bóng đá châu Phi 2014. Đội tuyển bị loại ở vòng bảng sau thất bại trước Ghana, hòa với Libya và đánh bại Ethiopia, the game in which Bidimbou made his full international debut.

### Bàn thắng quốc tế
Tỉ số và kết quả liệt kê bàn thắng của Congo trước.
| #  | Ngày                | Địa điểm                          | Đối thủ      | Tỉ số | Kết quả | Giải đấu                           |
| -- | ------------------- | --------------------------------- | ------------ | ----- | ------- | ---------------------------------- |
| 1. | 20 tháng 1 năm 2018 | Sân vận động Adrar, Agadir, Maroc | Burkina Faso | 2–0   | 2–0     | Giải vô địch bóng đá châu Phi 2018 |